# Jerzy Kowalski-Glikman
Jerzy Kowalski-Glikman (ur. 1957 w Warszawie) – polski fizyk teoretyczny i matematyczny, profesor związany z uczelniami w Warszawie i Wrocławiu. Specjalizuje się w teorii grawitacji, kosmologii i metodach kwantowania.

## Życiorys
Urodził się w Warszawie w 1957 roku, gdzie spędził dzieciństwo i młodość. W 1981 roku ukończył studia wyższe na Wydziale Fizyki Uniwersytetu Warszawskiego. Następnie podjął tam studia doktoranckie, uzyskując w 1985 roku stopień naukowy doktora nauk fizycznych na podstawie pracy Dodatniość energii i stany próżni w supersymetrycznej teorii Kaluzy−Kleina. Stopień naukowy doktora habilitowanego otrzymał w 1995 roku na Uniwersytecie Wrocławskim na podstawie rozprawy pt. Kwantowanie Gupty−Bleulera układów z anomaliami.
Bezpośrednio po ukończeniu studiów pracował w Instytucie Fizyki Teoretycznej Uniwersytetu Warszawskiego. W latach 1985–1991 przebywał w Holandii, gdzie wykładał na Uniwersytecie w Amsterdamie. Od 1991 roku jest zatrudniony w Instytucie Fizyki Teoretycznej Uniwersytetu Wrocławskiego, w tym od 1998 roku na stanowisku profesora nadzwyczajnego. W roku 2002 uzyskuje tytuł naukowy profesora. Jest kierownikiem Zakładu Teorii Oddziaływań Fundamentalnych i Grawitacji Kwantowej UWr. W latach 1998−1999 był członkiem redakcji "Wiedzy i Życia", odpowiedzialnym za dział fizyki i chemii. Współpracuje z Wydawnictwem Naukowym PWN przy opracowaniu haseł do Wielkiej Encyklopedii Powszechnej oraz redagowaniu Rocznika PWN. Występował też w mediach niebranżowych, udzielając wywiadu polskim youtuberom.